# Terre d'Inglefield

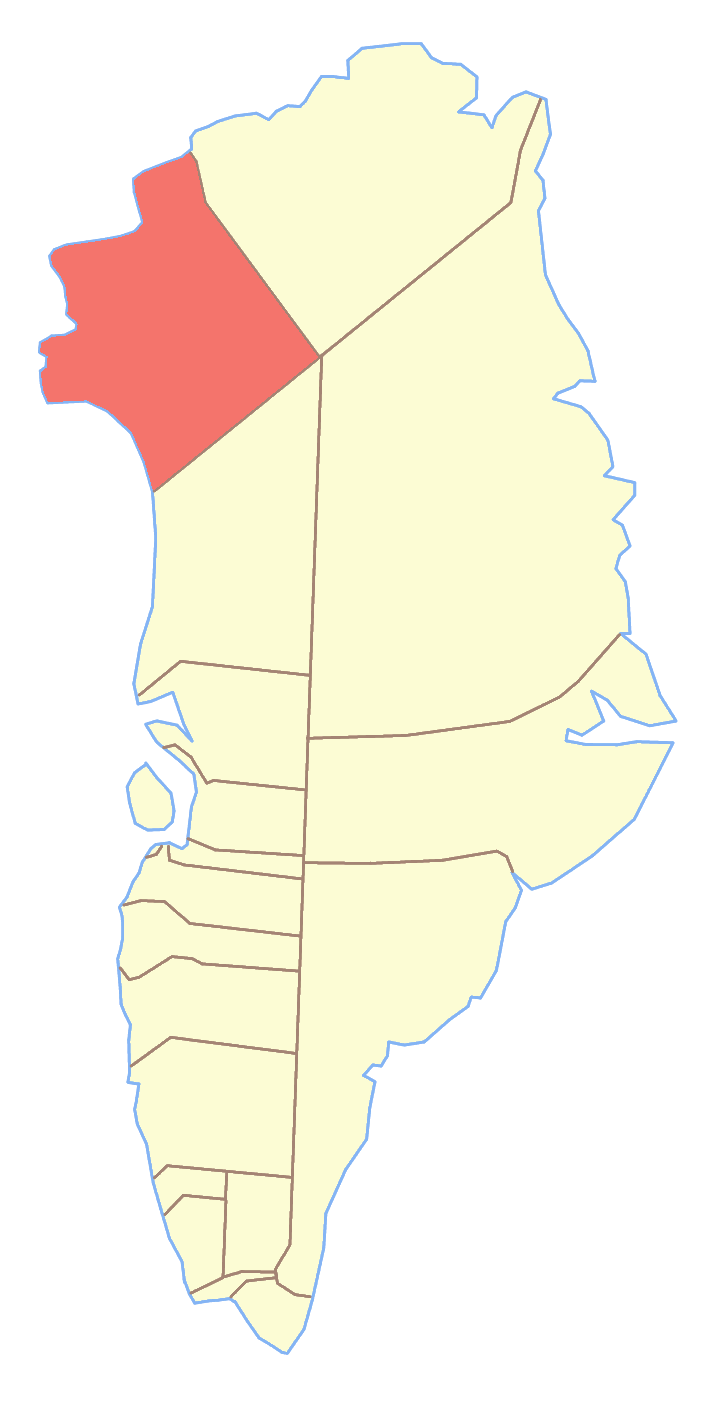
Ancienne municipalité de Qaanaaq, où se trouve la Terre d'Inglefield

La Terre d'Inglefield est une région située le long de la côte nord-ouest du Groenland, qui s'étend du cap Alexander au sud-ouest jusqu'au glacier Humboldt à l'est. Elle constitue la rive sud du bassin Kane, bras de mer entre le Groenland et l'île d'Ellesmere (Canada).
La Terre d'Inglefield, qui n'est pas couverte par l'inlandsis, compte plusieurs sites archéologiques, sites qui montrent des traces de l'occupation passée par la culture de Dorset et la culture de Thulé,.
Située au nord de Qaanaaq et de la base aérienne de Thulé, cette région ne compte pas d'habitants permanents en 2016, avec simplement un camp temporaire à Etah.
Dans les années 2010, ce territoire fait l'objet d'études en vue d'éventuelles prospections minières, concernant le cuivre et l'or notamment,.
La Terre d'Inglefield a été nommée en référence à l'explorateur anglais Edward Augustus Inglefield.